# Political Martyrs’ Monument

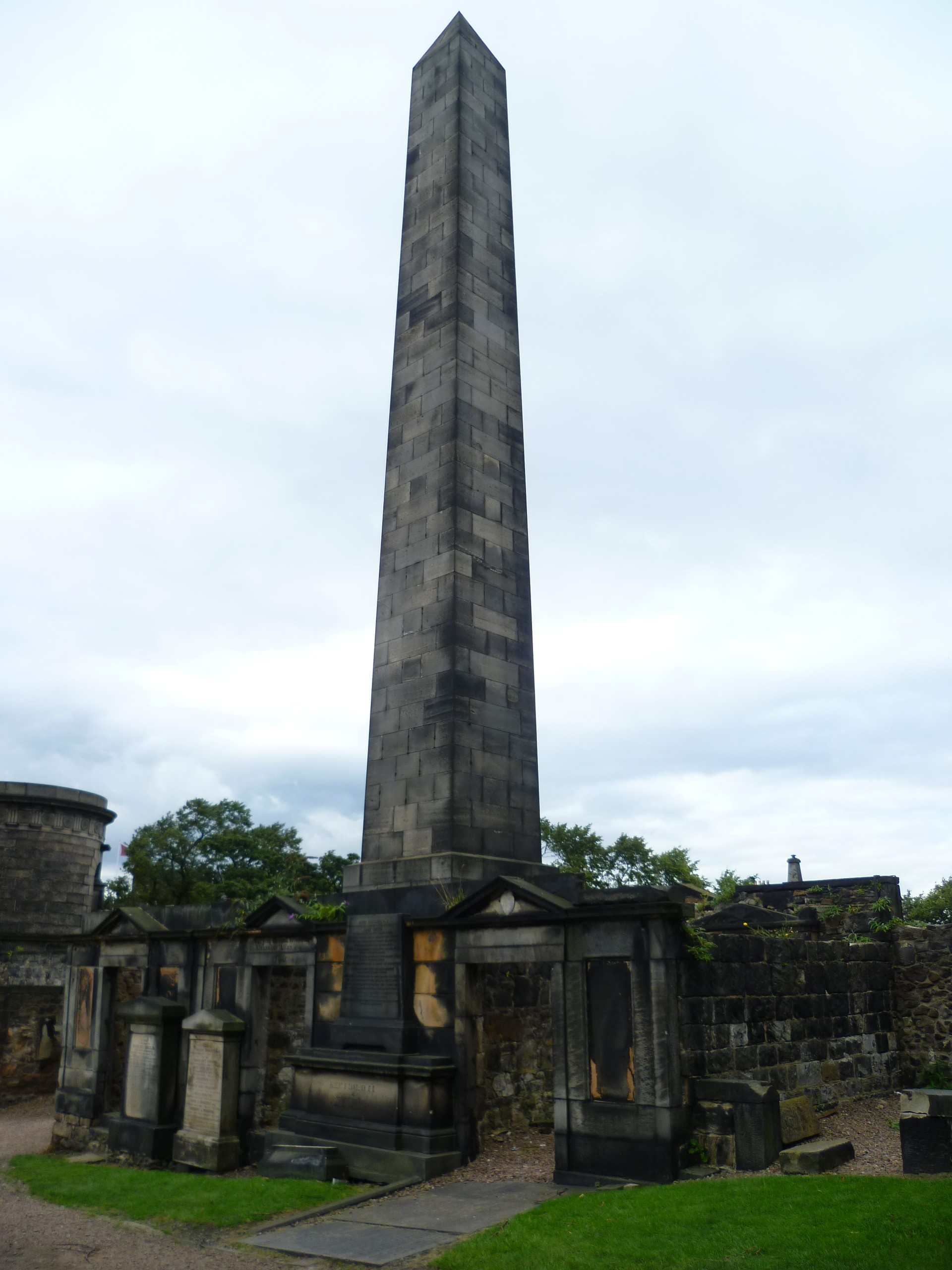
Das Monument

Das Political Martyrs’ Monument in Edinburgh ist ein Denkmal für fünf politische Reformisten aus dem späten 18. und frühen 19. Jahrhundert, das sich auf dem Old Calton Friedhof auf dem Calton Hill befindet. Entworfen hat es Thomas Hamilton und 1844 errichtet. Der 27 m hohe Obelisk ist auf einem quadratischen Sockel aus Quader-Sandsteinblöcken gebaut. Als Teil des Begräbnisplatzes ist es in schottischen Denkmallisten in der höchsten Kategorie A gelistet.
1837 hat der radikale Politiker Joseph Hume den Plan geschaffen. Er etablierte ein Komitee in London und sammelte Spenden. Der Grund auf dem alten Friedhof auf dem Calton Hill wurde zugänglich gemacht. Die Grundsteinlegung erfolgte am 21. August 1844 unter Beteiligung von 3000 Zuschauern.
Die fünf Männer, drei Engländer und zwei Schotten, wurden wegen ihrer Kampagne 1793 für eine Parlamentsreform unter den Idealen der Französischen Revolution, speziell das allgemeine Wahlrecht und jährliche Sitzungen, verurteilt. Die Gerichtsverhandlungen fanden 1793 und 1794 statt und endeten mit der Verurteilung zum Transport in die britische Kolonie von New South Wales.

## Inschriften
To the memory of
- Thomas Muir
- Thomas Fyshe Palmer
- William Skirving
- Maurice Margarot and
- Joseph Gerrald

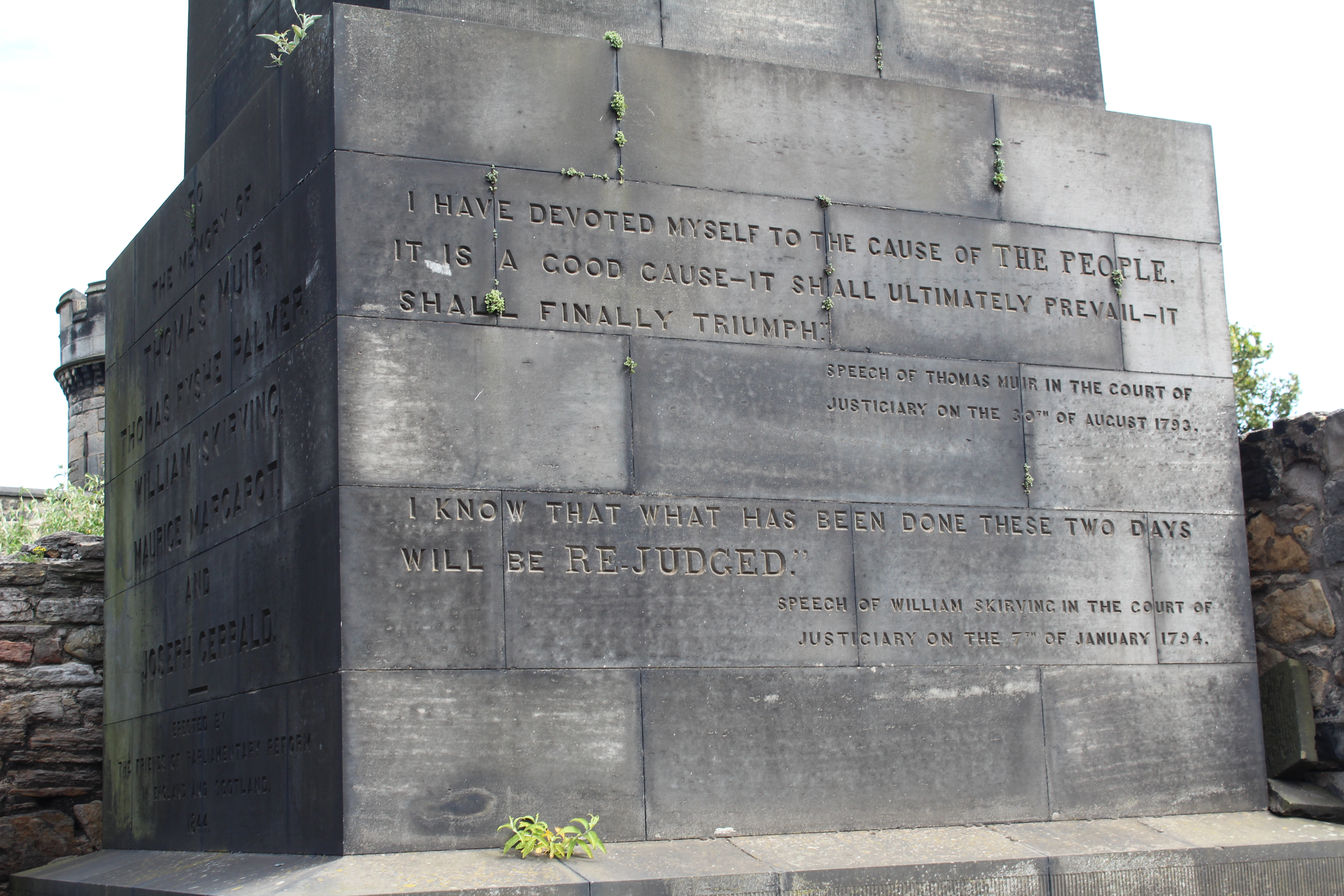
Inschriften

Erected by the Friends of Parliamentary Reform 
In England and Scotland. 1844
Auf einer anderen Seite sind Zitate von zweien der Männer: 
„Ich habe mich der Sache des Volkes verschrieben. Es ist eine gute Sache – es wird am Ende siegen – es wird endlich triumphieren.“ (Thomas Muir im Court of Justiciary, 30. August 1793)
„Ich weiß, dass das, was in diesen zwei Tagen getan wurde, neu beurteilt wird.“ (William Skirving im Court of Justiciary am 7. Januar 1794)